# Annopol (powiat gostyniński)
Annopol – wieś sołecka w Polsce położona w województwie mazowieckim, w powiecie gostynińskim, w gminie Szczawin Kościelny.
W latach 1975–1998 miejscowość należała administracyjnie do województwa płockiego.

## Historia
W 2002 roku odnaleziono w Annopolu ślady kultury pucharów lejkowatych.